# 伊莎贝尔 (南达科他州)
伊莎贝尔（英語：Isabel），是美国南达科他州下属的一座城市。根据2010年美国人口普查，该市有人口138人。论人口在本州排行第205。